# Liga A 2023-2024 (pallavolo femminile)
La Liga A 2023-2024, 74ª edizione della massima serie del campionato belga di pallavolo femminile, si è svolta dal 7 ottobre 2023 al 1º maggio 2024: al torneo hanno partecipato nove squadre di club belghe e la vittoria finale è andata per la sedicesima volta, la seconda consecutiva, all'Asterix Avo.

## Regolamento

### Formula
Le squadre hanno disputato un girone all'italiana, con gare di andata e ritorno, per un totale di diciotto giornate; al termine della regular season le squadre sono state divise per la fase di qualificazione in due gruppi. Il gruppo 1 composto dalle prime quattro squadre classificate e il gruppo 2 composto dalla squadre classificate dal quinto all'ottavo posto. Ciascun gruppo ha disputato un nuovo girone all'italiana, con gare di andata e ritorno, per un totale di sei giornate. Per la classifica le squadre hanno ricevuto punti bonus in base alla posizione nella regular season: 6 punti la prima classificata, 4 punti la seconda, 2 punti la terza e nessun punto la quarta. In modo analogo sono stati assegnati punti bonus alle squadre partecipanti al gruppo 2.
Le prime due squadre classificate del gruppo 1 hanno disputato la finale scudetto, al meglio di due vittorie su tre gare, la squadra terza classificata ha ottenuto la qualificazione alle competizioni europee per la stagione 2024-2025, mentre l'ultimo posto disponibile per le coppe europee è stato assegnato mediante uno spareggio (play-off Europa) tra la quarta classificata del gruppo 1 e la prima classificata del gruppo 2.

### Criteri di classifica
Se il risultato finale è stato di 3-0 o 3-1 sono stati assegnati 3 punti alla squadra vincente e 0 a quella sconfitta, se il risultato finale è stato di 3-2 sono stati assegnati 2 punti alla squadra vincente e 1 a quella sconfitta.
L'ordine del posizionamento in classifica è stato definito in base a:
- Punti;
- Numero di partite vinte;
- Ratio dei set vinti/persi;
- Risultato degli scontri diretti[3].

## Squadre partecipanti
Nella primavera del 2023 l'Hermes Oostende ha deciso di interrompere l'attività della sua prima squadra che si è unita al Bevo Roeselare che ne ha preso il posto in Liga A.
Prima dell'inizio del campionato il Limburg si è ritirato dalla competizione riducendo così il numero di squadre a nove rispetto alle dieci previste.
| Club            | Stagione | Città                   | Impianto                 | Stagione precedente |
| --------------- | -------- | ----------------------- | ------------------------ | ------------------- |
| Antwerp         | dettagli | Anversa                 | Sporthal Arena           | 6ª in Liga A        |
| Asterix Avo     | dettagli | Beveren                 | Sporthal Meerminnen      | Campione di Belgio  |
| Bevo Roeselare  | dettagli | Roeselare               | Sporthal Beveren         | 2ª in Nationale 1   |
| Charleroi       | dettagli | Charleroi               | Salle Ballens ASBL       | 4ª in Liga A        |
| Haasrode Leuven | dettagli | Lovanio                 | Sporthal Haasrode        | 9ª in Liga A        |
| Noorderkempen   | dettagli | Vosselaar               | Sporthal Diepvenneke     | 1ª in Nationale 1   |
| Oudegem         | dettagli | Auderghem               | Sportcentrum Sint-Gillis | 3ª in Liga A        |
| Tchalou         | dettagli | Chapelle-lez-Herlaimont | Shape'n Go Arena         | 7ª in Liga A        |
| VDK Gent        | dettagli | Gand                    | Edugo Arena              | 2ª in Liga A        |

## Torneo

### Regular Season

#### Risultati
| Prima giornata |                            |         |                                  |
|                |                            |         |                                  |
| Riposa:        | Oudegem                    | Oudegem | Oudegem                          |
| 07-10          | Bevo Roeselare - Charleroi | 1-3     | 18-25, 22-25, 26-24, 20-25       |
| 07-10          | Noorderkempen - VDK Gent   | 2-3     | 34-32, 15-25, 17-25, 25-23, 9-15 |
| 07-10          | Tchalou - Asterix Avo      | 0-3     | 20-25, 27-29, 18-25              |
| 07-10          | Antwerp - Haasrode Leuven  | 3-0     | 26-24, 25-23, 25-10              |

| Seconda giornata |                                  |           |                            |
|                  |                                  |           |                            |
| Riposa:          | Charleroi                        | Charleroi | Charleroi                  |
| 13-12            | Asterix Avo - Antwerp            | 3-1       | 19-25, 25-15, 25-16, 27-25 |
| 14-10            | VDK Gent - Tchalou               | 1-3       | 26-24, 25-27, 21-25, 20-25 |
| 15-10            | Oudegem - Noorderkempen          | 3-0       | 25-19, 25-18, 25-20        |
| 20-01            | Haasrode Leuven - Bevo Roeselare | 1-3       | 19-25, 25-21, 19-25, 16-25 |

| Terza giornata |                               |                |                                   |
|                |                               |                |                                   |
| Riposa:        | Bevo Roeselare                | Bevo Roeselare | Bevo Roeselare                    |
| 22-10          | Noorderkempen - Charleroi     | 0-3            | 22-25, 19-25, 22-25               |
| 21-10          | Tchalou - Oudegem             | 2-3            | 27-25, 25-23, 23-25, 19-25, 13-15 |
| 21-10          | Antwerp - VDK Gent            | 3-2            | 25-19, 25-22, 22-25, 23-25, 15-10 |
| 21-10          | Haasrode Leuven - Asterix Avo | 0-3            | 13-25, 21-25, 21-25               |

| Quarta giornata |                                |                 |                                  |
|                 |                                |                 |                                  |
| Riposa:         | Haasrode Leuven                | Haasrode Leuven | Haasrode Leuven                  |
| 11-11           | Charleroi - Tchalou            | 3-0             | 25-19, 25-23, 25-14              |
| 12-11           | Bevo Roeselare - Noorderkempen | 3-1             | 25-27, 25-11, 25-18, 25-14       |
| 12-11           | VDK Gent - Asterix Avo         | 2-3             | 18-25, 25-15, 25-14, 20-25, 9-15 |
| 02-12           | Oudegem - Antwerp              | 3-0             | 25-18, 25-22, 25-20              |

| Quinta giornata |                            |               |                     |
|                 |                            |               |                     |
| Riposa:         | Noorderkempen              | Noorderkempen | Noorderkempen       |
| 18-11           | Tchalou - Bevo Roeselare   | 3-0           | 25-20, 25-19, 25-19 |
| 18-11           | Antwerp - Charleroi        | 0-3           | 18-25, 19-25, 20-25 |
| 18-11           | Asterix Avo - Oudegem      | 3-0           | 25-19, 25-22, 25-18 |
| 18-11           | Haasrode Leuven - VDK Gent | 0-3           | 17-25, 16-25, 15-25 |

| Sesta giornata |                                 |         |                                   |
|                |                                 |         |                                   |
| Riposa:        | Tchalou                         | Tchalou | Tchalou                           |
| 25-11          | Charleroi - Asterix Avo         | 3-1     | 12-25, 25-23, 25-23, 25-22        |
| 26-11          | Bevo Roeselare - Antwerp        | 2-3     | 25-16, 22-25, 24-26, 25-16, 13-15 |
| 26-11          | Oudegem - VDK Gent              | 3-2     | 20-25, 25-16, 20-25, 25-23, 16-14 |
| 25-11          | Noorderkempen - Haasrode Leuven | 3-0     | 25-15, 25-20, 25-16               |

| Settima giornata |                              |         |                                   |
|                  |                              |         |                                   |
| Riposa:          | Antwerp                      | Antwerp | Antwerp                           |
| 09-12            | Tchalou - Noorderkempen      | 0-3     | 23-25, 25-27, 21-25               |
| 09-12            | Asterix Avo - Bevo Roeselare | 3-2     | 27-25, 23-25, 17-25, 25-16, 15-10 |
| 09-12            | VDK Gent - Charleroi         | 3-2     | 21-25, 25-27, 25-17, 26-24, 15-10 |
| 09-12            | Haasrode Leuven - Oudegem    | 0-3     | 13-25, 26-28, 20-25               |

| Ottava giornata |                           |             |                            |
|                 |                           |             |                            |
| Riposa:         | Asterix Avo               | Asterix Avo | Asterix Avo                |
| 20-12           | Charleroi - Oudegem       | 3-0         | 25-19, 25-23, 25-17        |
| 20-12           | Bevo Roeselare - VDK Gent | 0-3         | 14-25, 22-25, 17-25        |
| 22-12           | Noorderkempen - Antwerp   | 1-3         | 20-25, 15-25, 25-14, 18-25 |
| 20-12           | Tchalou - Haasrode Leuven | 3-0         | 25-17, 25-8, 25-13         |

| Nona giornata |                             |          |                            |
|               |                             |          |                            |
| Riposa:       | VDK Gent                    | VDK Gent | VDK Gent                   |
| 09-02         | Antwerp - Tchalou           | 1-3      | 18-25, 25-20, 21-25, 20-25 |
| 31-01         | Asterix Avo - Noorderkempen | 3-0      | 25-16, 25-20, 25-18        |
| 10-01         | Bevo Roeselare - Oudegem    | 3-1      | 20-25, 25-18, 25-17, 25-21 |
| 06-01         | Haasrode Leuven - Charleroi | 0-3      | 8-25, 15-25, 18-25         |

| Decima giornata |                            |         |                                   |
|                 |                            |         |                                   |
| Riposa:         | Oudegem                    | Oudegem | Oudegem                           |
| 13-01           | Charleroi - Bevo Roeselare | 2-3     | 25-22, 16-25, 26-28, 25-20, 15-17 |
| 14-01           | VDK Gent - Noorderkempen   | 2-3     | 25-20, 25-27, 25-16, 23-25, 7-15  |
| 13-01           | Asterix Avo - Tchalou      | 3-0     | 25-17, 25-15, 27-25               |
| 13-01           | Haasrode Leuven - Antwerp  | 0-3     | 21-25, 16-25, 11-25               |

| Undicesima giornata |                                  |           |                                   |
|                     |                                  |           |                                   |
| Riposa:             | Charleroi                        | Charleroi | Charleroi                         |
| 20-01               | Antwerp - Asterix Avo            | 1-3       | 25-21, 23-25, 20-25, 23-25        |
| 19-01               | Tchalou - VDK Gent               | 3-2       | 25-19, 22-25, 25-14, 23-25, 15-10 |
| 20-01               | Noorderkempen - Oudegem          | 2-3       | 25-21, 21-25, 25-21, 20-25, 10-15 |
| 15-10               | Bevo Roeselare - Haasrode Leuven | 3-0       | 25-16, 25-11, 25-14               |

| Dodicesima giornata |                               |                |                            |
|                     |                               |                |                            |
| Riposa:             | Bevo Roeselare                | Bevo Roeselare | Bevo Roeselare             |
| 27-01               | Charleroi - Noorderkempen     | 3-0            | 25-19, 25-16, 25-11        |
| 28-01               | Oudegem - Tchalou             | 0-3            | 18-25, 22-25, 19-25        |
| 27-01               | VDK Gent - Antwerp            | 3-1            | 25-15, 20-25, 25-23, 25-14 |
| 27-01               | Asterix Avo - Haasrode Leuven | 3-0            | 25-17, 25-15, 25-17        |

| Tredicesima giornata |                                |                 |                                   |
|                      |                                |                 |                                   |
| Riposa:              | Haasrode Leuven                | Haasrode Leuven | Haasrode Leuven                   |
| 03-02                | Tchalou - Charleroi            | 3-2             | 25-15, 20-25, 16-25, 25-22, 17-15 |
| 03-02                | Noorderkempen - Bevo Roeselare | 1-3             | 17-25, 25-22, 20-25, 14-25        |
| 03-02                | Asterix Avo - VDK Gent         | 3-1             | 18-25, 25-17, 25-19, 25-17        |
| 03-02                | Antwerp - Oudegem              | 0-3             | 14-25, 21-25, 11-25               |

| Quattordicesima giornata |                            |               |                                   |
|                          |                            |               |                                   |
| Riposa:                  | Noorderkempen              | Noorderkempen | Noorderkempen                     |
| 18-02                    | Bevo Roeselare - Tchalou   | 2-3           | 20-25, 25-16, 26-28, 25-22, 11-15 |
| 17-02                    | Charleroi - Antwerp        | 3-1           | 25-15, 25-20, 11-25, 25-19        |
| 18-02                    | Oudegem - Asterix Avo      | 2-3           | 15-25, 25-21, 16-25, 27-25, 10-15 |
| 17-02                    | VDK Gent - Haasrode Leuven | 3-0           | 28-26, 25-14, 25-17               |

| Quindicesima giornata |                                 |         |                                   |
|                       |                                 |         |                                   |
| Riposa:               | Tchalou                         | Tchalou | Tchalou                           |
| 24-02                 | Asterix Avo - Charleroi         | 3-1     | 21-25, 25-19, 25-16, 25-16        |
| 25-02                 | Antwerp - Bevo Roeselare        | 1-3     | 16-25, 15-25, 25-18, 26-28        |
| 25-02                 | VDK Gent - Oudegem              | 2-3     | 25-23, 25-21, 19-25, 21-25, 13-15 |
| 24-02                 | Haasrode Leuven - Noorderkempen | 0-3     | 14-25, 9-25, 21-25                |

| Sedicesima giornata |                              |         |                                  |
|                     |                              |         |                                  |
| Riposa:             | Antwerp                      | Antwerp | Antwerp                          |
| 02-03               | Noorderkempen - Tchalou      | 0-3     | 18-25, 22-25, 19-25              |
| 02-03               | Bevo Roeselare - Asterix Avo | 3-2     | 24-26, 25-23, 25-18, 20-25, 15-9 |
| 02-03               | Charleroi - VDK Gent         | 0-3     | 21-25, 29-31, 20-25              |
| 03-03               | Oudegem - Haasrode Leuven    | 3-0     | 25-11, 25-11, 25-22              |

| Diciassettesima giornata |                           |             |                                   |
|                          |                           |             |                                   |
| Riposa:                  | Asterix Avo               | Asterix Avo | Asterix Avo                       |
| 06-03                    | Oudegem - Charleroi       | 3-2         | 18-25, 25-19, 26-24, 23-25, 15-12 |
| 06-03                    | VDK Gent - Bevo Roeselare | 1-3         | 17-25, 22-25, 25-22, 19-25        |
| 06-03                    | Antwerp - Noorderkempen   | 3-0         | 25-21, 25-19, 25-10               |
| 06-03                    | Haasrode Leuven - Tchalou | 0-3         | 12-25, 21-25, 12-25               |

| Diciottesima giornata |                             |          |                            |
|                       |                             |          |                            |
| Riposa:               | VDK Gent                    | VDK Gent | VDK Gent                   |
| 09-03                 | Tchalou - Antwerp           | 3-0      | 25-22, 25-15, 25-11        |
| 09-03                 | Noorderkempen - Asterix Avo | 0-3      | 13-25, 19-25, 14-25        |
| 10-03                 | Oudegem - Bevo Roeselare    | 1-3      | 25-23, 23-25, 20-25, 28-30 |
| 09-03                 | Charleroi - Haasrode Leuven | 3-0      | 25-19, 25-17, 25-22        |

#### Classifica
| Pos. | Squadra         | Pt | G  | V  | P  | SV | SP | Ratio | PF    | PS    | Ratio |
| ---- | --------------- | -- | -- | -- | -- | -- | -- | ----- | ----- | ----- | ----- |
| 1.   | Asterix Avo     | 40 | 16 | 14 | 2  | 45 | 16 | 2,812 | 1 418 | 1 198 | 1,184 |
| 2.   | Charleroi       | 34 | 16 | 10 | 6  | 39 | 21 | 1,857 | 1 360 | 1 249 | 1,089 |
| 3.   | Tchalou         | 31 | 16 | 11 | 5  | 35 | 23 | 1,522 | 1 319 | 1 206 | 1,094 |
| 4.   | Bevo Roeselare  | 31 | 16 | 10 | 6  | 37 | 29 | 1,276 | 1 494 | 1 376 | 1,086 |
| 5.   | Oudegem         | 26 | 16 | 10 | 6  | 34 | 28 | 1,214 | 1 367 | 1 319 | 1,036 |
| 6.   | VDK Gent        | 25 | 16 | 7  | 9  | 36 | 32 | 1,125 | 1 491 | 1 431 | 1,042 |
| 7.   | Antwerp         | 16 | 16 | 6  | 10 | 24 | 35 | 0,686 | 1 228 | 1 307 | 0,940 |
| 8.   | Noorderkempen   | 13 | 16 | 4  | 12 | 19 | 38 | 0,500 | 1 130 | 1 307 | 0,865 |
| 9.   | Haasrode Leuven | 0  | 16 | 0  | 16 | 1  | 48 | 0,021 | 814   | 1 228 | 0,663 |

      Qualificata al gruppo 1 della fase di qualificazione
      Qualificata al gruppo 2 della fase di qualificazione

### Fase di qualificazione

#### Gruppo 1

##### Risultati
| Prima giornata |                              |     |                                   |
|                |                              |     |                                   |
| 13-03          | Bevo Roeselare - Asterix Avo | 2-3 | 27-25, 22-25, 19-25, 25-21, 11-15 |
| 13-03          | Tchalou - Charleroi          | 3-2 | 25-20, 25-21, 21-25, 23-25, 15-9  |

| Seconda giornata |                            |     |                                   |
|                  |                            |     |                                   |
| 17-03            | Asterix Avo - Tchalou      | 1-3 | 20-25, 25-16, 16-25, 27-29        |
| 16-03            | Charleroi - Bevo Roeselare | 2-3 | 25-15, 20-25, 23-25, 29-27, 11-15 |

| Terza giornata |                          |     |                                   |
|                |                          |     |                                   |
| 20-03          | Charleroi - Asterix Avo  | 3-2 | 19-25, 25-23, 19-25, 25-17, 15-13 |
| 20-03          | Tchalou - Bevo Roeselare | 3-0 | 25-18, 25-20, 25-22               |

| Quarta giornata |                            |     |                                   |
|                 |                            |     |                                   |
| 23-03           | Tchalou - Asterix Avo      | 2-3 | 23-25, 25-19, 25-19, 16-25, 10-15 |
| 24-03           | Bevo Roeselare - Charleroi | 3-2 | 20-25, 17-25, 25-21, 27-25, 15-9  |

| Quinta giornata |                              |     |                                   |
|                 |                              |     |                                   |
| 10-04           | Asterix Avo - Bevo Roeselare | 3-1 | 25-19, 27-29, 25-17, 28-26        |
| 10-04           | Charleroi - Tchalou          | 2-3 | 25-21, 19-25, 29-27, 19-25, 10-15 |

| Sesta giornata |                          |     |                            |
|                |                          |     |                            |
| 13-04          | Asterix Avo - Charleroi  | 3-0 | 25-19, 25-18, 25-17        |
| 13-04          | Bevo Roeselare - Tchalou | 3-1 | 25-18, 25-17, 19-25, 25-22 |

##### Classifica
| Pos. | Squadra        | Pt tot | Bonus | Pt | G | V | P | SV | SP | Ratio | PF  | PS  | Ratio |
| ---- | -------------- | ------ | ----- | -- | - | - | - | -- | -- | ----- | --- | --- | ----- |
| 1.   | Asterix Avo    | 17     | 6     | 11 | 6 | 4 | 2 | 15 | 11 | 1,364 | 585 | 546 | 1,071 |
| 2.   | Tchalou        | 13     | 2     | 11 | 6 | 4 | 2 | 15 | 11 | 1,364 | 573 | 547 | 1,048 |
| 3.   | Charleroi      | 10     | 4     | 6  | 6 | 1 | 5 | 11 | 17 | 0,647 | 572 | 611 | 0,936 |
| 4.   | Bevo Roeselare | 8      | 0     | 8  | 6 | 3 | 3 | 12 | 14 | 0,857 | 560 | 586 | 0,956 |

      Qualificata alla finale scudetto
      Qualificata ai play-off Europa

#### Gruppo 2

##### Risultati
| Prima giornata |                         |     |                                  |
|                |                         |     |                                  |
| 13-03          | Antwerp - Noorderkempen | 2-3 | 8-25, 25-23, 25-14, 21-25, 10-15 |
| 13-03          | VDK Gent - Oudegem      | 3-1 | 26-28, 25-22, 25-20, 25-17       |

| Seconda giornata |                          |     |                            |
|                  |                          |     |                            |
| 17-03            | Noorderkempen - VDK Gent | 1-3 | 19-25, 22-25, 25-22, 17-25 |
| 16-03            | Oudegem - Antwerp        | 3-1 | 25-14, 25-27, 25-22, 25-20 |

| Terza giornata |                         |     |                            |
|                |                         |     |                            |
| 19-03          | Oudegem - Noorderkempen | 3-1 | 25-11, 13-25, 27-25, 25-8  |
| 20-03          | VDK Gent - Antwerp      | 3-1 | 25-23, 23-25, 25-22, 25-22 |

| Quarta giornata |                          |     |                            |
|                 |                          |     |                            |
| 23-03           | VDK Gent - Noorderkempen | 3-0 | 25-21, 25-17, 25-21        |
| 23-03           | Antwerp - Oudegem        | 3-1 | 25-21, 25-19, 24-26, 25-17 |

| Quinta giornata |                         |     |                     |
|                 |                         |     |                     |
| 10-04           | Noorderkempen - Oudegem | 0-3 | 17-25, 22-25, 17-25 |
| 10-04           | Antwerp - VDK Gent      | 0-3 | 23-25, 21-25, 28-30 |

| Sesta giornata |                         |     |                            |
|                |                         |     |                            |
| 13-04          | Noorderkempen - Antwerp | 1-3 | 25-22, 14-25, 17-25, 20-25 |
| 14-04          | Oudegem - VDK Gent      | 1-3 | 21-25, 21-25, 25-17, 24-26 |

##### Classifica
| Pos. | Squadra       | Pt tot | Bonus | Pt | G | V | P | SV | SP | Ratio | PF  | PS  | Ratio |
| ---- | ------------- | ------ | ----- | -- | - | - | - | -- | -- | ----- | --- | --- | ----- |
| 5.   | VDK Gent      | 22     | 4     | 18 | 6 | 6 | 0 | 18 | 4  | 4,500 | 544 | 484 | 1,124 |
| 6.   | Oudegem       | 15     | 6     | 9  | 6 | 3 | 3 | 12 | 11 | 1,091 | 526 | 501 | 1,050 |
| 7.   | Antwerp       | 9      | 2     | 7  | 6 | 2 | 4 | 10 | 14 | 0,714 | 532 | 539 | 0,987 |
| 8.   | Noorderkempen | 2      | 0     | 2  | 6 | 1 | 5 | 6  | 17 | 0,353 | 445 | 523 | 0,851 |

      Qualificata ai play-off Europa

### Play-off scudetto

#### Tabellone
|  | Finale |             |   |   |   |  |
|  |        |             |   |   |   |  |
|  | 1      | Asterix Avo | 0 | 3 | 3 |  |
|  | 1      | Asterix Avo | 0 | 3 | 3 |  |
|  | 2      | Tchalou     | 3 | 0 | 1 |  |

#### Risultati
| Gara 1 |                       |     |                     |
|        |                       |     |                     |
| 19-04  | Tchalou - Asterix Avo | 3-0 | 25-23, 25-19, 25-19 |

| Gara 2 |                       |     |                     |
|        |                       |     |                     |
| 27-04  | Asterix Avo - Tchalou | 3-0 | 25-15, 25-21, 25-17 |

| Gara 3 |                       |     |                            |
|        |                       |     |                            |
| 01-05  | Asterix Avo - Tchalou | 3-1 | 23-25, 25-21, 25-22, 25-15 |

### Play-offEuropa

#### Tabellone
|  | Spareggio |                |   |   |  |  |
|  |           |                |   |   |  |  |
|  | 4         | Bevo Roeselare | 0 | 1 |  |  |
|  | 4         | Bevo Roeselare | 0 | 1 |  |  |
|  | 5         | VDK Gent       | 3 | 3 |  |  |

#### Risultati
| Gara 1 |                           |     |                     |
|        |                           |     |                     |
| 20-04  | VDK Gent - Bevo Roeselare | 3-0 | 29-27, 25-19, 28-26 |

| Gara 2 |                           |     |                            |
|        |                           |     |                            |
| 27-04  | Bevo Roeselare - VDK Gent | 1-3 | 30-28, 22-25, 14-25, 18-25 |

## Verdetti
| Squadra     | Qualificazione           |
| ----------- | ------------------------ |
| Asterix Avo | Champions League 2024-25 |
| Tchalou     | Coppa CEV 2024-25        |
| Charleroi   | Challenge Cup 2024-25    |

## Premi individuali
| Premio                 | Giocatore         | Squadra        |
| ---------------------- | ----------------- | -------------- |
| MVP                    | Iris Vos          | Asterix Avo    |
| Giocatrice dell'anno   | Manon Stragier    | Asterix Avo    |
| Esordiente dell'anno   | Noor Debouck      | Asterix Avo    |
| Allenatore dell'anno   | Dimitri Piraux    | Charleroi      |
| Miglior palleggiatrice | Yana De Leeuw     | Bevo Roeselare |
| Miglior opposto        | Iris Vos          | Asterix Avo    |
| Miglior schiacciatrice | Manon Stragier    | Asterix Avo    |
| Miglior schiacciatrice | Zuzana Šepeľová   | Tchalou        |
| Miglior centrale       | Britt Fransen     | VDK Gent       |
| Miglior centrale       | Marlies Janssens  | Oudegem        |
| Miglior libero         | Daniela Digrinová | Tchalou        |